# Kołyszewo (rejon żukowski)
Kołyszewo (ros. Колышево) – wieś (dieriewnia) w Rosji, w obwodzie kałuskim, w rejonie żukowskim. W 2010 liczyła 41 mieszkańców.